# Paul Zapp
Paul Johannes Zapp (* 18. April 1904 in Hersfeld; † 4. Februar 1999 in Bad Arolsen) war ein deutscher SS-Obersturmbannführer und Privatsekretär des Tübinger Indologen Wilhelm Hauer; Reichsgeschäftsführer der neuheidnischen „Deutschen Glaubensbewegung“, SS- und SD-Mitglied und von Juni 1941 bis Juli 1942 als Anführer des Sonderkommandos 11a für Massenmorde an ukrainischen Zivilisten verantwortlich.

## Leben
Zapp wurde 1904 in Hersfeld (Hessen) als Sohn eines Fabrikanten geboren. Seine Jugend verbrachte er in Kassel. Nach dem Abitur absolvierte er eine Lehre bei der Deutschen Bank und arbeitete anschließend in kaufmännischer Tätigkeit bei verschiedenen Firmen. Vor seiner Arbeitslosigkeit 1931 war er als stellvertretender Abteilungsleiter im Sekretariat der A. Borsig Lokomotivenwerke in Berlin tätig. Als Arbeitsloser studierte er an der Universität Berlin einige Semester lang Philosophie und Geschichte. Im Sommer 1933 übernahm er als Privatsekretär des Indologen Jakob Wilhelm Hauer auch die Geschäftsführung der von Hauer gegründeten Deutschen Glaubensbewegung in Tübingen. Unter Hauers Einfluss trat Zapp aus der Kirche aus und 1934 der SS und dem SD bei (SS-Nummer 107.180). Die Anstellung als nebenamtlicher Mitarbeiter verdankte er der Bekanntschaft mit Werner Best, einem der führenden Ideologen und Organisatoren von SS und SD. Im Februar 1936 trat Zapp aus der Deutschen Glaubensbewegung aus. Als Motive dazu gelten sowohl religiöse Überzeugung als auch der Wunsch nach beruflichem Aufstieg, dem eine Mitgliedschaft in der zu diesem Zeitpunkt nicht mehr von den Nationalsozialisten unterstützten Glaubensbewegung entgegengestanden hätte. 1936 wechselte er in das Berliner SD-Hauptamt. Zum 1. Mai 1937 trat er der NSDAP bei (Mitgliedsnummer 4.583.288). In der SD-Schule in Bernau bei Berlin agierte Zapp als Instrukteur und war bis zum Kriegsbeginn mit der ideologischen Schulung des SD-Personals beschäftigt.
Mit dem Kriegsbeginn gegen die Sowjetunion übernahm Zapp die Führung des Sonderkommandos 11a innerhalb der Einsatzgruppe D, angeführt von SS-Gruppenführer Otto Ohlendorf. Sie folgte der Heeresgruppe Süd durch die südliche Ukraine, die Krim und in den Kaukasus.
„Die Blutspur seines [Zapps] knapp 100 Mann umfassenden Kommandos verlief über das östliche Rumänien, über Barlad, Kischinew, Nikolajew, Cherson, Nowa Majatschka bis nach Simferopol. Von Zapp wurden nicht nur für eine Liquidation geeigneten Örtlichkeiten ausgewählt, er bestimmte auch den Termin und das Personal für die Erschießungen. Sobald Zapp in eine größere Ortschaft einrückte, ließ er die jüdische Bevölkerung unter einem Vorwand zusammenrufen und zu den bereits vorbereiteten Gruben bringen. Dort mussten die Juden gruppenweise vortreten und wurden Reihe für Reihe exekutiert. Aus einer Entfernung von 3 bis 5 Metern schoss man ihnen mit dem Karabiner in die Brust oder in den Kopf. Kleinere Kinder wurden ihren Eltern weggenommen und separat oder auch am Arm der Eltern erschossen. Überall triefte der mit Gewebeteilen übersäte Boden von Blut. Besonders wenn die zu Tötenden die bereits Getöteten vor sich liegen sahen, kam es zu tumultartigen Szenen. […] Wegen der enormen seelischen Belastung der Schützen musste Zapp seinen Leuten gut zureden oder ihnen auch drohen, wenn sie in ihrem Einsatz nachließen.“
Ab April 1944 war Zapp letzter Führer des SD in Dresden.

## Nach Kriegsende
1967 wurde Zapp – der bis dahin unter dem Namen Friedrich Böhm im hessischen Bebra gelebt hatte – verhaftet und am 26. Februar 1970 vom Landgericht München zu lebenslangem Gefängnis verurteilt. Vor Gericht erklärte Zapp, sein Anliegen sei es gewesen, den Opfern – da sie ja nun mal sterben müssten – den Tod so leicht wie möglich zu machen:
„Anlässlich einer großen Exekution in Nikolajew habe er zwar versucht, auf einen Juden, der ungetroffen in die Grube gesprungen sei, zu schießen, dies sei aber nicht aus Rassenhass, sondern aus Mitleid geschehen. Er habe dem Mann ersparen wollen, dass er unter den Leichenbergen jämmerlich ersticke.“
Paul Zapp wurde am 27. Januar 1986 aus der JVA Schwalmstadt entlassen und lebte bis zum Tod seiner zweiten Frau Marianne Braun 1988 in Bebra. Bis zu seinem Tod 1999 lebte er in Bad Arolsen bzw. Rhoden, er wurde in Niederaula bestattet.

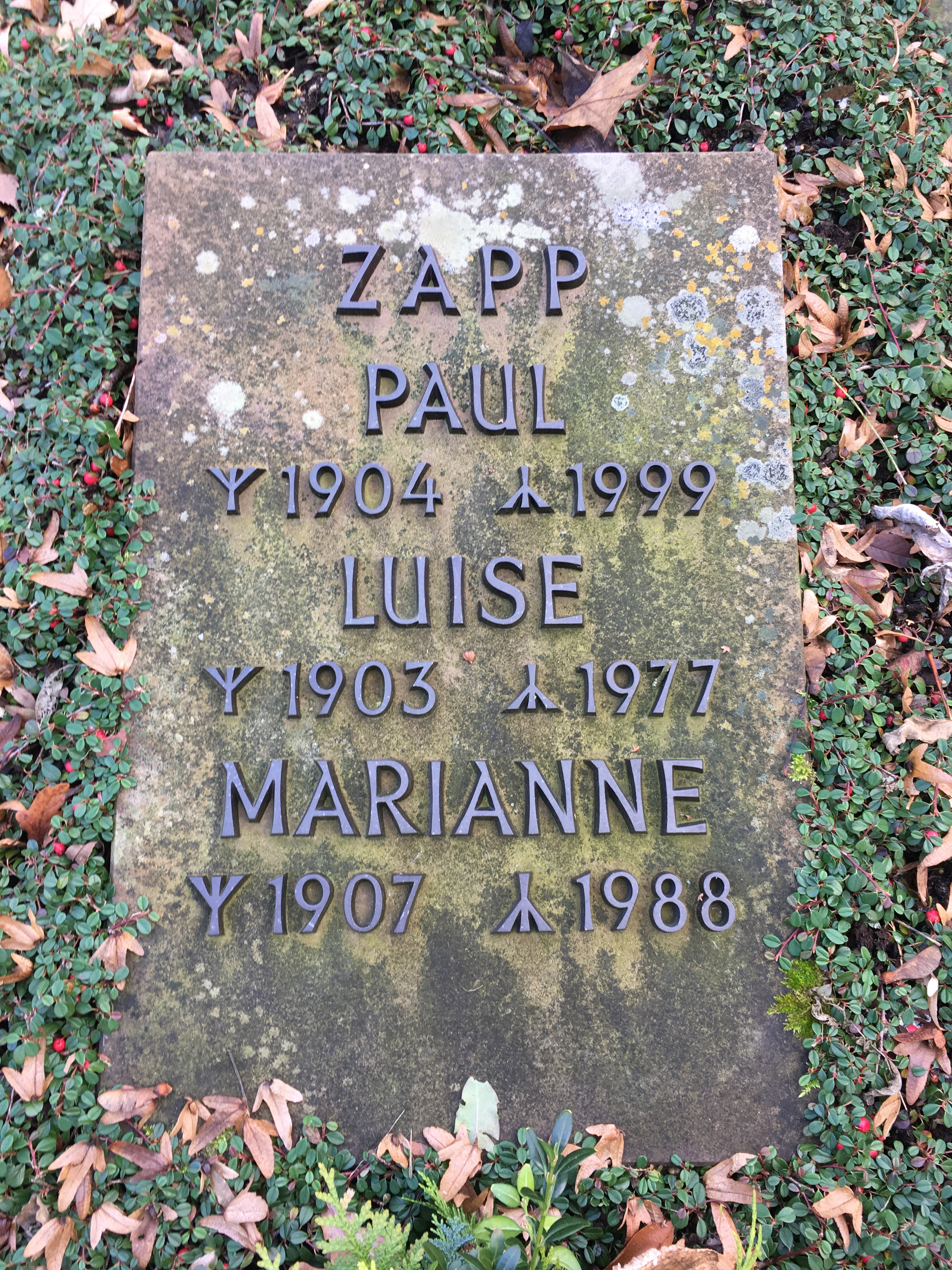
Grabstein von Paul und Marianne Zapp, mit den Elhaz-Runen als genealogische Zeichen.

Nach Kriegsende wurden Zapps Schriften Germanisch-deutsche Weihnacht (Gutbrod, Stuttgart 1934), Religiöser Zerfall und deutscher Glaube (Röth, Eisenach 1935) und Deutsche Weihestunden (Widukind-Verlag, Berlin 1936) in der Sowjetischen Besatzungszone, weil er ein Kriegsverbrecher und Antisemit war, auf die Liste der auszusondernden Literatur gesetzt. In der Deutschen Demokratischen Republik folgte auf diese Liste noch das von ihm herausgegebene „Konfirmation“ oder Deutsche Jugendleite? (Widukind-Verlag, Berlin 1935).